# Calao à casque noir
Ceratogymna atrata
Espèce
Statut de conservation UICN

 LC  : Préoccupation mineure
Le Calao à casque noir (Ceratogymna atrata) est une espèce d'oiseaux de la famille des Bucerotidae.
Son aire s'étend à travers l'Afrique équatoriale.